# Denise Rosenthal
Denise Sofía Rosenthal Schalchli (sinh ngày 8 tháng 11 năm 1990 tại Santiago, Chile), còn được biết đến trong công việc với cái tên Denise Rosenthal và nghệ danh D-Niss, là một diễn viên, người mẫu, diễn viên múa và ca sĩ-nhà soạn nhạc người Chile.

## Những năm đầu
Rosenthal sinh ra tại Santiago, Chile. Cô có hai anh trai, một chị gái, và là con út trong số bốn người con. Mẹ của cô, Liselotte, là một nhà thiết kế công nghiệp, và cha cô, Christian, làm nghề gốm. Khi Rosenthal tám tuổi, cha mẹ cô ly thân. Cô học tại Đại học Santiago College, một trường tư song ngữ tại Providencia, Santiago, Chile. Trong thời gian theo học tại trường, Rosenthal nói rằng mình đã bị bắt nạt vì gia đình không giàu có. Rosenthal hiện đang sống tại Santiago cùng mẹ, chị gái và cháu gái của mình.

## Sự nghiệp âm nhạc

### Sự nghiệp solo và album ra mắt (2011-hiện tại)
Vào tháng 5 năm 2011, Rosenthal phát hành đĩa đơn quảng bá solo "Men", một bản cover gây tranh cãi của đĩa đơn năm 1991 của Gladys Knight. Vào tháng 11 cùng năm đó, Rosenthal phát hành đĩa đơn đầu tiên của mình, "I Wanna Give My Heart". Lời bài hát được viết bởi Rosenthal và soạn nhạc bởi Neven Ilic. Vào ngày 18 tháng 5 năm 2012, đĩa đơn chính thức thứ hai của Rosenthal, "Just Better Alone", được ra mắt online tại Chile bởi La Tercera.cl.
Vào tháng 9 năm 2012, Rosenthal phát hành đĩa đơn chính thức thứ ba, "Dance" với sự góp giọng của nhóm nhạc hip-hop người Chile Crossfire. Đĩa đơn được viết bởi Rosenthal. Vào tháng 3 năm 2013, Rosenthal tuyên bố rằng album đầu tay của cô với tư cách là một nghệ sĩ solo sẽ được phát hành tại Chile vào tháng tư. Cô tiết lộ rằng album là một sự kết hợp của những ảnh hưởng từ urban, pop và R&B.

## Lịch sử điện ảnh

### Truyền hình
| Năm       | Dự án                 | Vai diễn                                     | Ghi chú                                    |
| --------- | --------------------- | -------------------------------------------- | ------------------------------------------ |
| 2007-2009 | Amango                | Maria Fernanda Mc Gellar (Feña)              | Television series (Lead role/Acting debut) |
| 2008-2009 | El Blog de la Feña    | Maria Fernanda Mc Gellar (Feña)              | Television series (Lead role)              |
| 2009      | Corazón Rebelde       | Martina Valdivieso Rey                       | Telenovela (Series regular)                |
| 2011      | Teatro de Chilevision | Kathy                                        | Episode: "Viejo Idolo"                     |
| 2013      | El Nuevo              | María José Ormazábal (Coté)                  | Television series (Recurring role)         |
| 2015      | Matriarcas            | Sandra Bravo Peñaloza/Sandra Santis Peñaloza | Telenovela (Recurring role)                |
| 2016      | Chico Reality         | Jessica Lorca (J-Lor)                        | Internet series (Lead role)                |
| 2016      | El camionero          | Marcela Flores                               | Telenovela (Recurring role)                |

### Phim
| Năm  | Phim              | Vai                       | Ghi chú                |
| ---- | ----------------- | ------------------------- | ---------------------- |
| 2011 | El Limpiapiscinas | Nicole Ivanov             | Lead role (Film debut) |
| 2013 | El Babysitter     | Bernardita Castro (Berna) | Lead role              |
| 2016 | Prueba de actitud | Lead role                 |                        |

### Kịch sân khấu
| Năm  | Buổi diễn           | Vai           | Ghi chú                   |
| ---- | ------------------- | ------------- | ------------------------- |
| 2012 | Que cante la vida   | Paz           | Lead role (Theatre debut) |
| 2016 | Aladino, el musical | Princesa Jazz | Lead role                 |

## Lịch sử âm nhạc

### Album phòng thu
- Fiesta (2013)
- Cambio de Piel (2017)

### Đĩa đơn
| Năm                                | Tiêu đề                     | Vị trí cao nhất | Album                            |
| Năm                                | CHI                         |                 | Album                            |
| Đĩa đơn chính                      | Đĩa đơn chính               | Đĩa đơn chính   | Đĩa đơn chính                    |
| ---------------------------------- | --------------------------- | --------------- | -------------------------------- |
| 2008                               | "No Quiero Escuchar Tu Voz" | 8               | El Blog de la Feña               |
| 2008                               | "Espérame"                  | 52              | El Blog de la Feña               |
| 2008                               | "Amiga"                     | —               | El Blog de la Feña               |
| 2009                               | "La Vida Sin Ti"            | 84              | El Blog de la Feña               |
| 2009                               | "Eres La Luz"               | 24              | El Blog de la Feña 2             |
| 2010                               | "Las Horas"                 | 97              | El Blog de la Feña 2             |
| 2011                               | "Men"                       | 30              | Non-album single                 |
| 2011                               | "I Wanna Give My Heart"     | 17              | Fiesta                           |
| 2012                               | "Just Better Alone"         | 98              | Fiesta                           |
| 2012                               | "Dance"                     | 95              | Fiesta                           |
| 2013                               | "Fiesta"                    | —               | Fiesta                           |
| 2014                               | "Revolution"                | —               | Fiesta                           |
| 2014                               | "Turn it up"                | —               | Fiesta                           |
| Các bài hát lọt bảng xếp hạng khác |                             |                 |                                  |
| 2008                               | "Si Tú Me Quieres"          | 83              | El Blog de la Feña               |
| 2008                               | "Déjate Llevar"             | 84              | El Blog de la Feña               |
| Với tư cách là ca sĩ góp giọng     |                             |                 |                                  |
| 2011                               | "Say Hey, Say Ohh"          | 100             | MTV's Popland / Because You Lied |
| 2014                               | "Tócate"                    | -               | Non-album singles                |
| 2015                               | "Contigo"                   | -               | Non-album singles                |
| 2015                               | "Pon el alma en el juego"   | -               | Non-album singles                |
| 2015                               | "Una matriarca"             | -               | Matriarcas                       |
| 2016                               | "Aquí estoy yo"             | -               | Aladino, el musical              |